# Forme bilinéaire symétrique
En algèbre linéaire, une forme bilinéaire symétrique est une forme bilinéaire qui est symétrique. Les formes bilinéaires symétriques jouent un rôle important dans l'étude des quadriques.

## Définition
Soit V un espace vectoriel de dimension n sur un corps commutatif K. Une application {\displaystyle B:V\times V\to K} est une forme bilinéaire symétrique sur l'espace si ({\displaystyle \forall u,v,w\in V,~\forall \lambda \in K}) :
- {\displaystyle B(u,v)=B(v,u)} ;
- {\displaystyle B(u+v,w)=B(u,w)+B(v,w)} ;
- {\displaystyle B(\lambda v,w)=\lambda B(v,w).}

Les deux derniers axiomes impliquent seulement la linéarité par rapport à la « première variable » mais le premier permet d'en déduire la linéarité par rapport à la « deuxième variable ».

## Exemples
Tout produit scalaire est une forme bilinéaire symétrique.

## Représentation matricielle
Soit {\displaystyle C=(e_{1},\ldots ,e_{n})} une base d'un espace vectoriel V. Définissons la matrice carrée A d'ordre n par {\displaystyle a_{ij}=B(e_{i},e_{j})}. La matrice A est symétrique d'après la symétrie de la forme bilinéaire. Si la matrice x de type {\displaystyle (n,1)} représente les coordonnées d'un vecteur v dans cette base, et de façon analogue y représente les coordonnées d'un vecteur w, alors {\displaystyle B(v,w)} est égal à : 
{\displaystyle {}^{t}xAy={}^{t}yAx.}
Supposons que {\displaystyle C'=(e'_{1},\ldots ,e'_{n})} soit une autre base de V, considérons la matrice de passage (inversible) S d'ordre n de la base C à la base C'. Dans cette nouvelle base, la représentation matricielle de la forme bilinéaire symétrique est donnée par 
{\displaystyle A'={}^{t}SAS.}

## Orthogonalité et singularité
Une forme bilinéaire symétrique est toujours réflexive. Par définition, deux vecteurs v et w sont orthogonaux pour la forme bilinéaire B si {\displaystyle B(v,w)=0}, ce qui, grâce à la réflexivité, est équivalent à {\displaystyle B(w,v)=0}.
Le noyau d'une forme bilinéaire B est l'ensemble des vecteurs orthogonaux à tout autre vecteur de V. C'est un sous-espace de V. Lorsqu'on travaille avec une représentation matricielle A relativement à une certaine base, un vecteur v représenté par sa matrice colonne des coordonnées x appartient au noyau si et seulement si {\displaystyle Ax=0}, ce qui est équivalent à {\displaystyle {}^{t}xA=0}.
La matrice A est non inversible (ou « singulière ») si et seulement si le noyau de B n'est pas réduit au sous-espace nul.
Si W est un sous-espace vectoriel de V, alors {\displaystyle W^{\perp }}, l'ensemble de tous les vecteurs orthogonaux à tout vecteur de W est aussi un sous-espace de V. Lorsque le noyau de B est trivial, la dimension de {\displaystyle W^{\perp }} est {\displaystyle n-\dim(W)}.

## Bases orthogonales
Une base {\displaystyle C=(e_{1},\ldots ,e_{n})} est orthogonale pour B si :
{\displaystyle \forall i\neq j,B(e_{i},e_{j})=0\ }.
Lorsque la caractéristique du corps est différente de 2, il existe toujours une base orthogonale (voir Forme quadratique#Orthogonalité).
Une base C est orthogonale si et seulement si la matrice représentant B dans cette base est diagonale.

### Signature et loi d'inertie de Sylvester
Dans sa forme la plus générale, la loi d'inertie de Sylvester affirme qu'en travaillant sur un corps ordonné, le nombre d'éléments diagonaux strictement positifs, ou strictement négatifs, est indépendant de la base orthogonale choisie. Ces deux nombres constituent la signature de la forme bilinéaire.

### Cas réel
En travaillant sur le corps des réels, il est possible d'aller un peu plus loin.
Soit {\displaystyle C=(e_{1},\ldots ,e_{n})} une base orthogonale.
Définissons une nouvelle base {\displaystyle C'=(e'_{1},\ldots ,e'_{n})} par
{\displaystyle e'_{i}=\left\{{\begin{matrix}e_{i}&{\mbox{si }}B(e_{i},e_{i})=0\\{\frac {e_{i}}{\sqrt {B(e_{i},e_{i})}}}&{\mbox{si }}B(e_{i},e_{i})>0\\{\frac {e_{i}}{\sqrt {-B(e_{i},e_{i})}}}&{\mbox{si }}B(e_{i},e_{i})<0\end{matrix}}\right.}
La matrice de B dans cette nouvelle base est une matrice diagonale qui n'a que des 0, des 1 ou des –1 sur sa diagonale. Des 0 apparaissent sur la diagonale si et seulement si le noyau est non trivial.

### Cas complexe
En travaillant sur le corps des nombres complexes, on peut établir un résultat similaire à celui du cas réel.
Soit {\displaystyle C=(e_{1},\ldots ,e_{n})} une base orthogonale.
Pour tout {\displaystyle i\in \{1,\ldots ,n\}} tel que {\displaystyle B(e_{i},e_{i})\neq 0}, notons {\displaystyle r_{i}} l'une des racines carrées de  {\displaystyle B(e_{i},e_{i})}.
Définissons une nouvelle base {\displaystyle C'=(e'_{1},\ldots ,e'_{n})} par
{\displaystyle e'_{i}=\left\{{\begin{matrix}e_{i}&{\mbox{si }}\;B(e_{i},e_{i})=0\\e_{i}/r_{i}&{\mbox{si }}\;B(e_{i},e_{i})\neq 0\\\end{matrix}}\right.}
La matrice de B dans cette nouvelle base est une matrice diagonale qui n'a que des 0 ou 1 sur la diagonale. Des 0 apparaissent si et seulement si le noyau est non trivial.